# SYSTEM II
SYSTEM II（システムツー）は、1988年にナムコ（現・バンダイナムコエンターテインメント）が開発したアーケードゲーム基板。

## 概要
画像出力はハードウェアでビットマップ画像の拡大・縮小・回転機能を有し、これらの機能を効果的に利用したゲームが多く開発されている。基板はメインボード上にビデオボード（サブボード）や、必要によりオブジェクトボードを重ねて接続する構成となっている。ゲームROMはメインボード、ビデオボードそれぞれのROMソケットに実装する。交換にはマイナスドライバーでも行えるが、安全に行うためにはROM抜き用の工具が必要であるため、基板の取り扱いになれたオペレータが交換作業を行う必要があった。
なお、柔軟な拡張性や知名度がある割りに、他社の同時期のシステム基板と比較して作品数が少ない。これは、1990年代初頭にこの基板の製造を請け負っていた企業が倒産したために、ナムコが新作ゲームの開発プラットフォームを他のシステム基板に移したからである。そのため、メーカー修理が行われていた時期でも、故障の種類によっては、軽度であってもメーカーでの修理ができない場合があった。なお、メーカーの修理対応は、すでに終了している。
ナムコがこの後に開発した後継的存在のシステム基板としては、ドット絵やスプライトによる2Dと擬似3Dを得意としたNA-1や、主に3Dポリゴンを得意とした大型専用筐体向けのSYSTEM21がある。

## ハードウェア

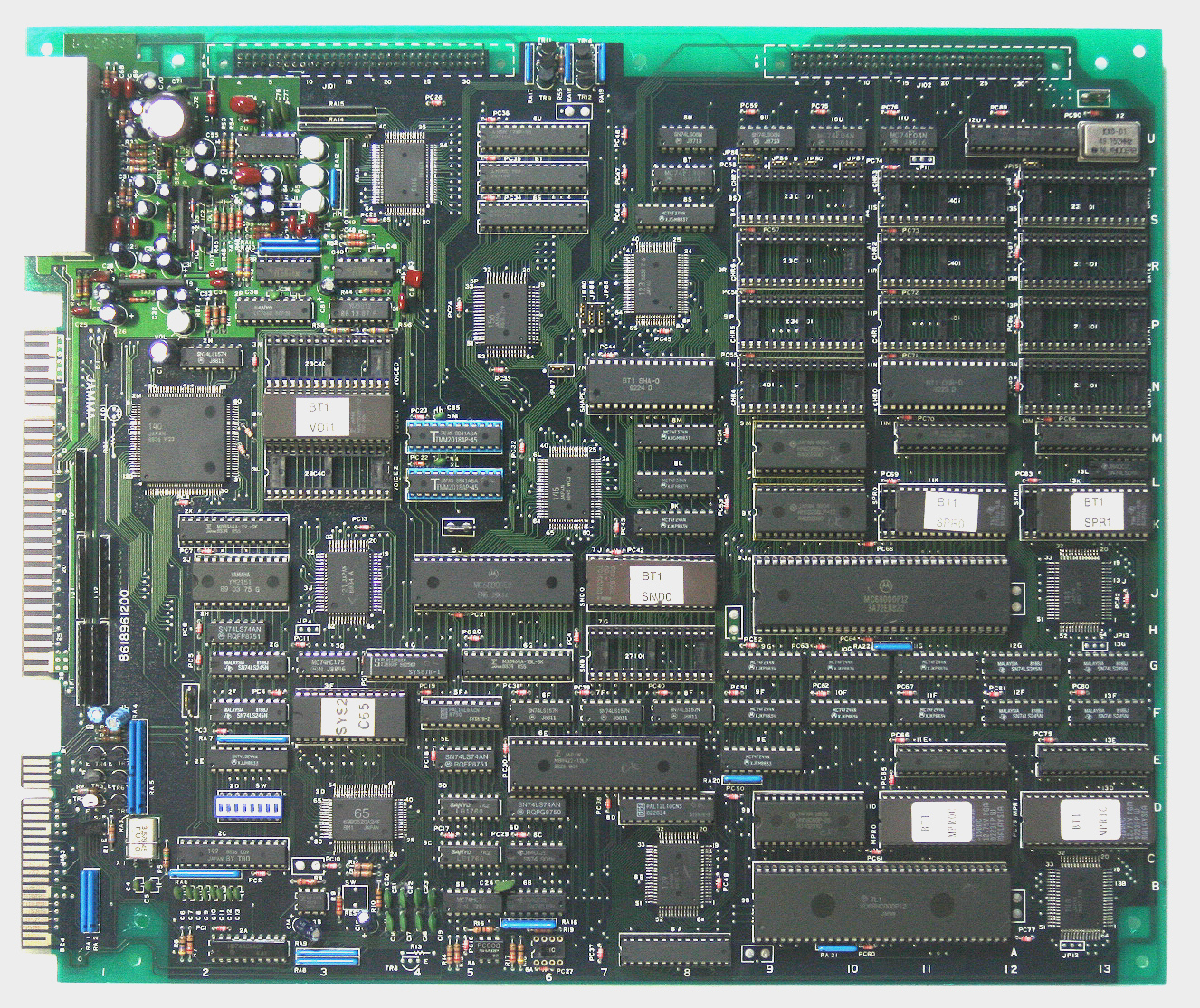
SYSTEM II MAIN BOARD
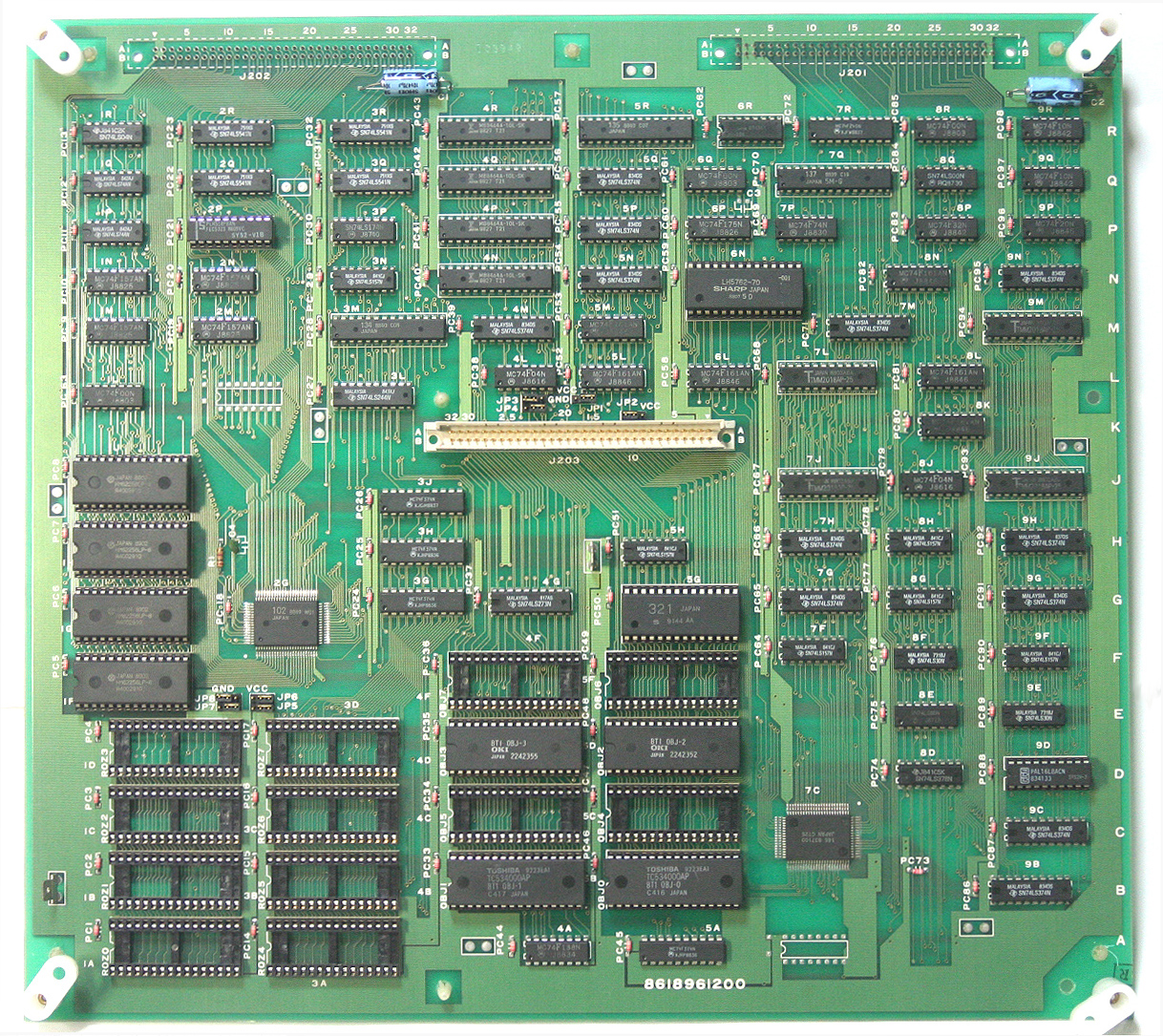
SYSTEM II VIDEO BOARD
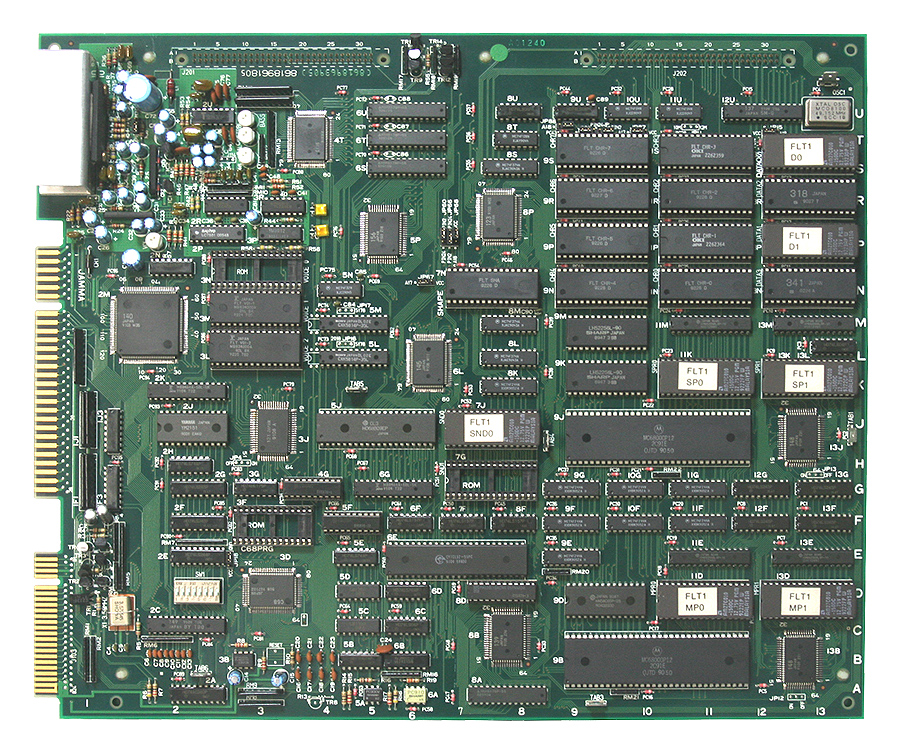
SYSTEM II MAIN BOARD（二代目）
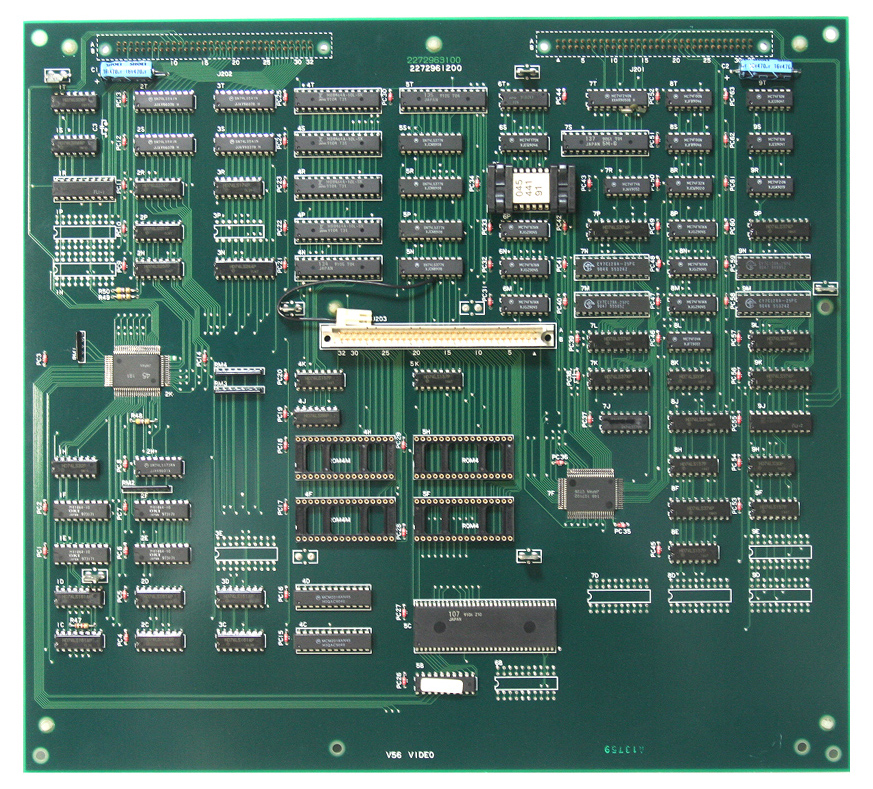
SYSTEM II V56 VIDEO BOARD
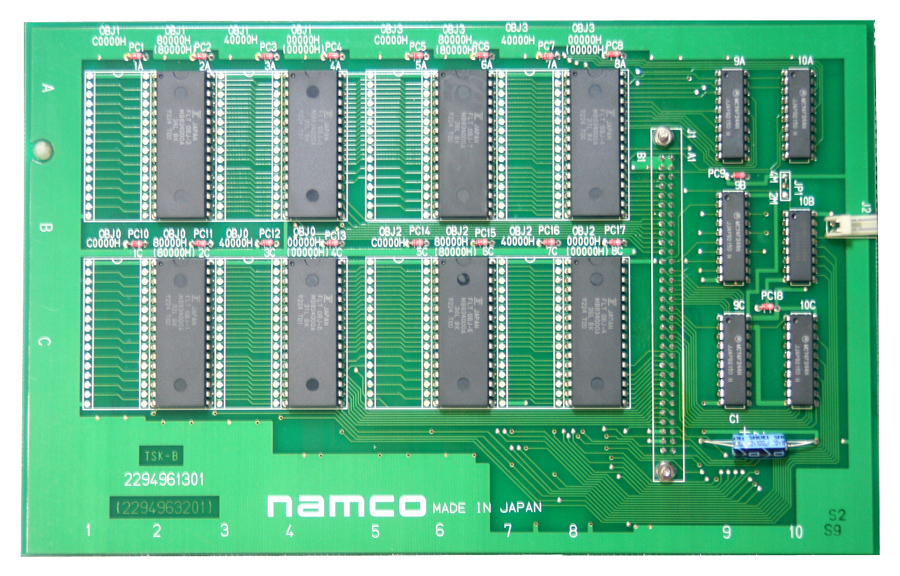
SYSTEM II OBJECT BOARD

### メインボード
メインプログラム、音源制御、画像合成、各種入出力機能を有する。初期型と二代目があり、通信制御CPUが日立製(C65)から三菱製(C68)に変更されたほか、多少の改良が行われている。
メインボードにはメインプログラム (MPR0〜1)、サブプログラム (SPR0〜1)、文字キャラクターROM (CHR0〜7)、データROM (DATA0〜3)、サウンドROM (SND0〜1)、PCMデータROM (VOICE0〜2)、SHAPE（不明）が実装されている。
- 初期型
  - 基板型番 ：8618963200
  - シルク型番：8618961200
- 二代目
  - 基板型番 ：8618963905
  - シルク型番：8618961805
- CPU
  - メインプログラム：MC68000
  - サブプログラム ：MC68000

- サウンド
  - サウンド制御：68B09
  - FM音源：YM2151(OPM)

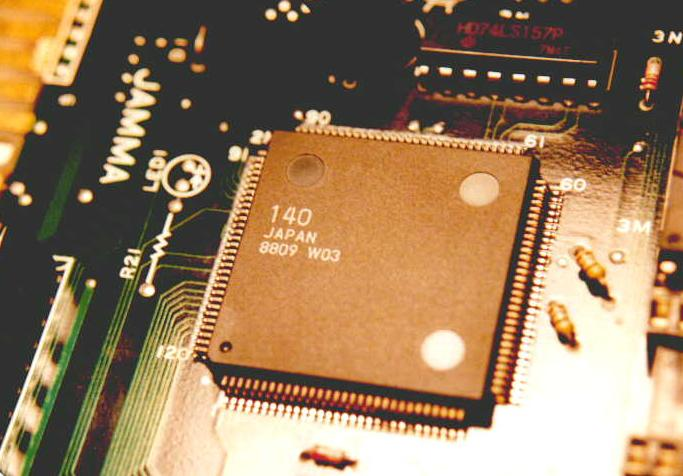
PCM音源 C140

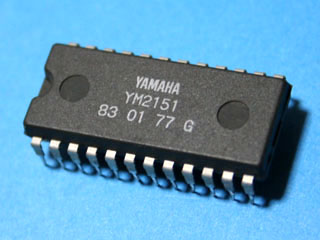
FM音源 YM2151

  - FM音源用D/Aコンバータ：YM3012（ステレオ出力）
  - PCM音源：C140（カスタムチップ 24ch）
  - PCM音源用D/Aコンバータ：LC7880またはLC7881
- 入出力
  - JAMMA準拠ジョイスティック、ボタン入力端子類
  - アナログ入力：8ch（=8軸）
- 通信機能
  - 通信制御用：HD63B05Z(C65)（初期型）、またはC68（二代目）

### VIDEOボード
VIDEOボードは画像効果の機能を担当する。ゲームにより標準タイプのものと専用タイプのものがある。下記は標準タイプである。
ビデオボードには背景等の拡大・縮小・回転用データROM (ROZ0〜7)、スプライトキャラクターなどのオブジェクトROM (OBJ0〜7) が実装される。
- 基板型番 ：8618963300（半田面）
- シルク型番：8618961200

### V56 VIDEOボード
V56 VIDEOボードはラスタースクロール機能を提供するカスタムチップ「C107」を搭載しており、同機能を必要とするファイナルラップシリーズなどに使用されている。拡大・回転・縮小機能は持たない。このボードにはスプライトキャラクターのオブジェクトROMとして4Mビットが4つ実装できるようにICソケットが設けられているが、ファイナルラップではこのICソケットは使用されておらず、後述のオブジェクトボード上に実装されている。なおカスタムチップ「C107」はサンダーセプターでハイパーウェイを表示するために2つ使用されており、この流用といえる。
- 構成
  - 基板型番 ：2272961200
  - シルク型番：2272963100
  - 64KビットOTPROM,70ns(LH5762-70)×1
  - 64KビットSRAM,100ns(TMM2063P-10)×2
  - 16KビットSRAM,25ns(TMM2018AP-25)×4
  - 16KビットSRAM,45ns(TMM2018AP-45)×2
  - 256KビットDRAM(4ビット(ニブル)構成),120ns(HM50464P-12)×4
  - カスタムチップ C45
  - カスタムチップ C106
  - カスタムチップ C107
  - カスタムチップ C134
  - カスタムチップ C135
  - カスタムチップ C137
  - カスタムチップ C146
  - PAL FL1-1
  - PAL FL1-2
  - PAL FL1-3

### オブジェクトボード
ゲームの内容により、ビデオボードに実装しきれず、大容量のROMチップを使用することがコスト面で不利な場合、別基板でオブジェクトROMを実装する際に用いられる。スプライトキャラクターのオブジェクトROM(OBJ0〜3)を実装可能。
- 基板型番 ：2294963201（『ファイナルラップ3』の例）
- シルク型番：2294961301（『ファイナルラップ3』の例）

## タイトル一覧
| 作品名                              | 備考                                                                      | 脚注  |
| ----------------------------------- | ------------------------------------------------------------------------- | ----- |
| アサルト・アサルトプラス            | SYSTEM II 第1弾                                                           |       |
| オーダイン                          | SYSTEM II 第2弾                                                           |       |
| 未来忍者                            | SYSTEM II 第3弾                                                           |       |
| フェリオス                          | SYSTEM II 第4弾                                                           |       |
| ワルキューレの伝説                  | SYSTEM II 第5弾                                                           |       |
| ファイネストアワー                  | SYSTEM II 第6弾                                                           |       |
| バーニングフォース                  | SYSTEM II 第7弾                                                           |       |
| マーベルランド                      | SYSTEM II 第8弾                                                           |       |
| 球界道中記                          | SYSTEM II 第9弾                                                           |       |
| ドラゴンセイバー                    | SYSTEM II 第10弾                                                          | [ 1 ] |
| ローリングサンダー2                 | 1991年4月稼働 SYSTEM II 第11弾                                            | [ 2 ] |
| スーパーワールドスタジアム          | 1991年9月稼働 『ワールドスタジアム』のバージョンアップ版 SYSTEM II 第12弾 | [ 3 ] |
| コズモギャング・ザ・ビデオ          | SYSTEM II 第13弾                                                          |       |
| スーパーワールドスタジアム'92       | SYSTEM II 第14弾                                                          |       |
| スーパーワールドスタジアム'92激闘版 | SYSTEM II 第15弾                                                          |       |
| スーパーワールドスタジアム'93激闘版 | SYSTEM II 第16弾                                                          |       |

| 作品名                          | 備考               | 脚注 |
| ------------------------------- | ------------------ | ---- |
| ファイナルラップ                |                    |      |
| メタルホーク                    |                    |      |
| ダートフォックス                |                    |      |
| フォートラックス                |                    |      |
| ファイナルラップ2               |                    |      |
| ゴーリーゴースト                |                    |      |
| スティールガンナー              | SYSTEM IIを2枚使用 |      |
| スティールガンナー2             | SYSTEM IIを2枚使用 |      |
| コカコーラ スズカエイトアワーズ |                    |      |
| ファイナルラップ3               |                    |      |
| ラッキー＆ワイルド              |                    |      |
| スズカエイトアワーズ2           |                    |      |

## その他
システムIIの開発時にENSONIQ（エンソニック）からナムコへ音源の売り込みがあった。この音源を見たハードの開発陣が、「これだったら自分たちでも作れる」と自社でサンプリング音源チップのC140を製作した。C140が24チャンネル発声なのは、ENSONIQからの売り込みの音源が24チャンネルだったためである。
またFM音源のライトの遅さからくる、チップに指示を出してから実行されるまでのラグ（遅延）を解消するために、FIFO用に専用のカスタムICとデュアルポートのRAMをこの為だけにボード上に実装している。バッファからCPUが直接データを取って行くことによりラグを解消していた。